# Дино Баджо
Дино Баджо (на италиански: Dino Baggio) е италиански футболист, полузащитник. Роден е на 24 юли 1971 г. в град Камподсам Пиеро, провинция Падуа. Играл е във ФК Торино, Интер, Ювентус до 1994 г. В ФК Парма и Лацио от 2000 до 2003 г. Във Блекбърн от 2003 до 2004 г. и във Анкона от 2004 г. Носител на Купата на УЕФА през 1995 г., носител на купата на Италия през 1999 г. В националния отбор има 60 мача и 7 гола, където дебютира през 1991 г. срещу Кипър. Участва на СП-94 (второ място), ЕП-96 и СП-98 (четвъртфинал).

## Биография
Дино Баджо е разностранен играч с който се шегуват, че не е бил единствено на поста вратар. През различни периоди е играл като защитник, атакуваща свръзка, дефанзивен халф, нападател и дори либеро. Другото любопитно нещо е, че той няма нищо общо с една от другите големи звезди на италианския футбол Роберто Баджо. Всъщност двамата на терена се разбираха със затворени очи в Ювентус и в националния отбор на Италия. В спортно-технически план е характеризиран, като играч с разностранни способности на терена. Дино Баджо е физически много силен. Въпреки своите 1.88 см е изключително бърз. Отличава се със силен и много точен удар от далечни разстияния. Особено опасен е, когато противникът се е бетонирал в защита и няма пробиване към вратата му. Тогава топовният изстрел на Дино се оказва решителен. Играе добре с глава.

## Началото
В самото начало Дино Баджо играе в Торино. По едно време е мислил да се отказва от футбола, но не го е направил. В този труден момент много му помага един от най-добрите треньорни в детските школи на апенините - Серджио Вата. Той прави дебюта си за мъжкия отбор на Торино на 19 години. Става твърд титуляр и продаден на Интер, когато става на 20. Впечатлява със сила, спокойствие и с уменията да бележи важни голове.

## Периодът в Ювентус (1992-1994)
След прекарания един сезон в Интер Дино Баджо облича екипа на Ювентус. Там играе на поста ляв защитник и въпреки че за него това е необичаен пост се справя добре. Впоследствие тогавашния наставник на Старата госпожа Джовани Трапатони го използва като диригент в средата на терена. С тези си функции той се допълва отлично със съименника си Роберто Баджо и двамата оформят най-сполучливата двойка в средата на терена от клубовете в „Серия А“. Двамата са в основата на спечелената Купа на УЕФА през 1993 г., след като Ювентус надделява с игра над Борусия Дортмунд. Големият герой в този двубой според всички специалист е Дино Баджо, който освен отбелязва три от общо шестте гола.

## Парма (1994-2001)
В началото на сезон 1994/95 Дино Баджо преминава в проспериращия отбор на Парма. Там той играе редом с футболисти като Джанфранко Дзола, Джанлуиджи Буфон, Христо Стоичков, Ернан Креспо, Лилиан Тюрам, Енрико Киеза. С фирмения тим на млечния гигант „Пармалат“ Дино Баджо печели Купата на УЕФА през 1995 г., след две равенства и гол на чужд терен срещу бившия му тим Ювентус - 0:0 в Парма и 1:1 в Торино, като попадението за Парма е именно негово. През 1999 г. той отново печели Купата на УЕФА като този път е победен отборът на Олимпик Марсилия с 3:0.

## Залез на кариерата
През 2000 г. Дино Баджо преминава в Лацио, след като е разменен с аржентинеца Сенсини. От 2003 г. облича екипа на Блекбърн. Представянето му не задоволява английските фенове. Завръщайки се в родината си играе последователно в Анкона (2004 г.), а после и в Триестина, където треньор е Пиетро Виерховод.